# 2421 Nininger
2421 Nininger este un asteroid din centura principală, descoperit pe 17 octombrie 1979 de Edward Bowell.